# Mănăstirea Dečani
Mănăstirea Dečani (în sârbă Манастир Високи Дечани) este o mănăstire ortodoxă sârbă fondată în secolul al XIV-lea de regele Ștefan Dečanski între orașele Peć și Đakovica din provincia Kosovo. 
Construcția lăcașului a durat opt ani, din 1327 până în 1335. În 1350 interiorul bisericii monastice a fost decorat cu mai mult de 1000 de fresce, Mănăstirea Dečani este considerată una dintre cele mai bogate din Europa în ceea ce privește numărul frescelor.
Mănăstirea de la Dečani este cunoscută pentru fresca răstignirii lui Isus, în care unii ufologi au identificat un obiect asemănător unei rachete gata de zbor. Fresca respectivă a fost fotografiată în 1964 de Alexander Paunovici, un student la Academia de Belle Arte din fosta Iugoslavie, care a folosit un teleobiectiv pentru a observa frescele aflate la cca. 15 m înălțime.

## Galerie

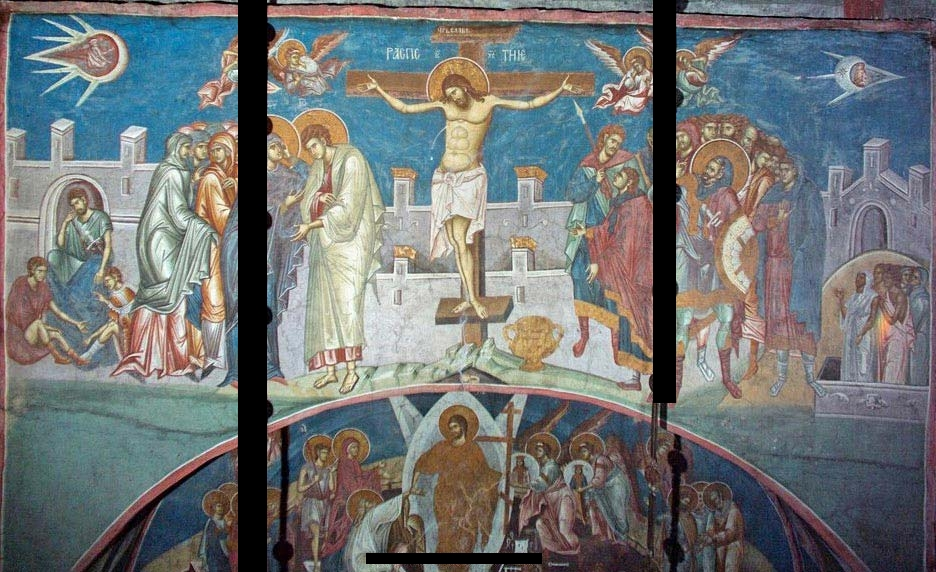
Răstignirea lui Isus
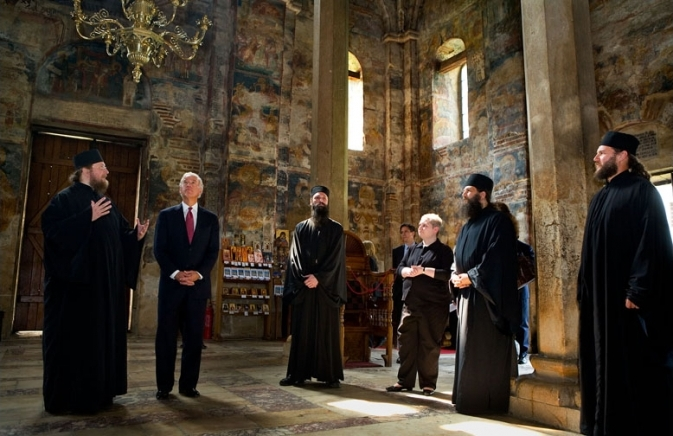
Vicepreședintele Joe Biden în vizită la mănăstire (2009)